# National Board of Review Awards 2010
82nd NBR Awards

Melhor Filme:
The Social Network
O 82º National Board of Review Awards premiou os melhores filmes de 2010.

## Top 10: Melhores Filmes do Ano
Filmes listados em ordem alfabética (de acordo com o título original), exceto o primeiro, que é classificado como Melhor Filme do Ano:
- The Social Network
- Another Year
- The Fighter
- Hereafter
- Inception
- The King's Speech
- Shutter Island
- The Town
- Toy Story 3
- True Grit
- Winter's Bone

## Melhores Filmes Estrangeiros do Ano
(em ordem alfabética)
- I Am Love
- Incendies
- Life, Above All
- Soul Kitchen
- White Material

## Melhores Documentários do Ano
(em ordem alfabética)
- A Film Unfinished
- Inside Job
- Joan Rivers: A Piece of Work
- Restrepo
- The Tillman Story

## Top 10: Melhores Filmes Independentes do Ano
(em ordem alfabética)
- Animal Kingdom
- Buried
- Fish Tank
- The Ghost Writer
- Greenberg
- Let Me In
- Monsters
- Please Give
- Somewhere
- Youth in Revolt

## Vencedores
- Melhor Filme:
  - The Social Network
- Melhor Diretor:
  - David Fincher, The Social Network
- Melhor Ator:
  - Jesse Eisenberg, The Social Network
- Melhor Atriz:
  - Lesley Manville, Another Year
- Melhor Ator Coadjuvante:
  - Christian Bale, The Fighter
- Melhor Atriz Coadjuvante:
  - Jacki Weaver, Animal Kingdom
- Melhor Filme Estrangeiro:
  - Des hommes et des dieux
- Melhor Documentário:
  - Waiting For “Superman”
- Melhor Filme de Animação:
  - Toy Story 3
- Melhor Elenco:
  - The Town
- Melhor Revelação:
  - Jennifer Lawrence, Winter's Bone
- Prêmio Spotlight de Melhor Diretor Estreante:
  - Sebastian Junger e Tim Hetherington, Restrepo
- Melhor Roteiro Original:
  - Chris Sparling, Buried
- Melhor Roteiro Adaptado:
  - Aaron Sorkin, The Social Network
- Prêmio Conquista Especial em Cinema:
  - Sofia Coppola, por escrever, dirigir e produzir Somewhere
- Prêmio William K. Everson de História do Cinema:
  - Leonard Maltin
- NBR Liberdade de Expressão:
  - Fair Game
  - Conviction
  - Howl